# Álvaro Magaña
Álvaro Magaña, Álvaro Alfredo Magańa Borja (ur. 1927, zm. 10 lipca 2001) – polityk Salwadoru, prezydent w latach 1982–1984.
Studiował prawo na uniwersytecie w Salwadorze oraz prawo i ekonomię w Stanach Zjednoczonych. W 1960 mianowany ministrem budownictwa, następnie pracował w Organizacji Państw Amerykańskich w Waszyngtonie; w latach 1968–1981 był dyrektorem banku. 1981 współzakładał partię Akcja Demokratyczna.
Od kwietnia 1982 do czerwca 1984 sprawował tymczasowo funkcję prezydenta Salwadoru; jego nominacja na to stanowisko była kompromisem pomiędzy kilkoma dominującymi ugrupowaniami politycznymi w Salwadorze.